# Camille Rabaud
Jean Jacques Camille Léonce Rabaud, né le 26 janvier 1827 à Montredon-Labessonnié  dans le Tarn et mort le 22 juin 1921  à Castres, est un pasteur et un historien français.

## Éléments biographiques
Fils de Philippine Julien (1806-1879) et du pasteur Jean Antoine Rabaud (1789-1886), Camille Rabaud fréquente épisodiquement l'école tenu par monsieur Roland, établissement protestant qui pratiquait une méthode d’enseignement mutuel, tout en étudiant sous la direction de son père, qui lui enseigne le latin. Il continue à l'âge de 13 ans ses études secondaires au collège de Castres et est hébergé chez son oncle, Hippolyte Scipion Déjean (1804-1869), pasteur de Castres de 1834 à 1868. Il eut, parmi ses condisciples, Benjamin Jaurès et Edmond Gondinet. Il passe le baccalauréat à Toulouse et fait ses études à la Faculté de théologie de Genève. Républicain convaincu, il accueille favorablement la proclamation de la république en 1848. 
Il termine ses études à la Faculté de théologie protestante de Strasbourg où il soutient en 1851 sa thèse de baccalauréat en théologie, intitulée Essai sur les rapports de la foi et de l'autorité. 

## Ministère pastoral
Il est ordonné pasteur en 1851, à l'église réformée Saint-Thomas de Strasbourg, au terme de ses études, et il est nommé pasteur à Bédarieux, mais quitte la paroisse après deux mois pour répondre à un appel de l'église protestante de Mazamet (1852-1869), où exercent deux autres pasteurs : Benjamin Méjanel puis Théodore de Prat, puis Antoine Lauzerand. Il est ensuite pasteur à Castres (1870-1893), et président du consistoire de Castres, . Sur le plan théologique, il est favorable aux idées libérales. Il est pasteur bénévole de Castres du 4 août 1914 au 18 janvier 1917, les titulaires ayant été mobilisés. 

## L'écrivain et historien protestant
Il est l'auteur de nombreux ouvrages et articles d'histoire régionale et d'histoire du protestantisme français. Son engagement républicain le pousse à écrire une lettre de soutien à l'épouse du capitaine Alfred Dreyfus en 1899. Il rédige notamment en 1915 un ouvrage consacré à son collègue homonyme Paul Rabaut, intitulé Paul Rabaut, Apôtre du Désert. Il est lauréat de l'Académie française.

## Vie privée
Il épouse Malvina de Comte (1833-1918), le 25 octobre 1853 avec qui il eut trois enfants : Gaston, Paul et Gabrielle. Son frère cadet, né aussi à Montredon-Labessonnié, Scipion Édouard Rabaud, fut également pasteur.
Deux de ses petits-fils, Maurice et André, meurent durant la Première Guerre mondiale, en 1914. 

## Postérité
Une rue de Castres porte son nom.

## Publications

### Sermons et discours

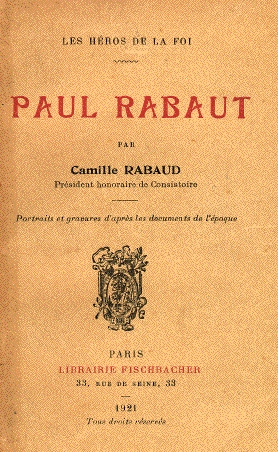
Paul Rabaut (1921)

- Qui doit communier? Sermon prêché à Mazamet, le 25 décembre 1856, jour de Noël, Mazamet : G.-M. Nouguiès, 1857.
- Le Respect des Morts Sermon prononcé dans le Temple de Castres le 5 novembre 1871, Paris : Sandoz et Fischbacher, 1872.
- Lettre au sujet des divergences qui existent dans l'église de Castres, Montauban : Vidallet, 1875.
- Réponse à l’Avis pastoral aux fidèles de l'Église réformée de Castres du pasteur J. Dombre, daté du 24 décembre 1874, Montauban : J. Vidallet, 1875.
- L'Homme Accompli - Deux sermons prononcés à Genève dans le temple de la Fusterie les 16 et 23 novembre 1879, Paris : Fischbacher, 1880.
- La Garde du bon dépôt : sermon d'adieu à son Église, Castres : Pierfitte, Lapierre, 1894.
- Dédicace du temple de Sénégats (15 décembre 1896) : le Temple, domicile de Dieu, Castres : Huc et Bonnet, 1896.
- In Memoriam. Guillaume-Marie Nouguiès, typographe-journaliste (1828-1898), Albi : Nouguiès, 1898.
- Sermons, homélies et fragments, Paris : Fischbacher ; Castres : Bonnet, 1904.

### Histoire du protestantisme
- Sirven - Étude historique d'après les documents originaux et la correspondance de Voltaire, Paris : Cherbulliez, 1858. en ligne
- La Réforme à Castres - Trois époques du protestantisme dans l'Albigeois et le Lauraguais - Société d'histoire du protestantisme français - Bulletin historique et littéraire, Paris, 1873.
- Histoire du protestantisme dans l'Albigeois et le Lauragais, depuis son origine jusqu'à la révocation de l'Édit de Nantes 1685, Paris : Fischbacher, 1873. en ligne

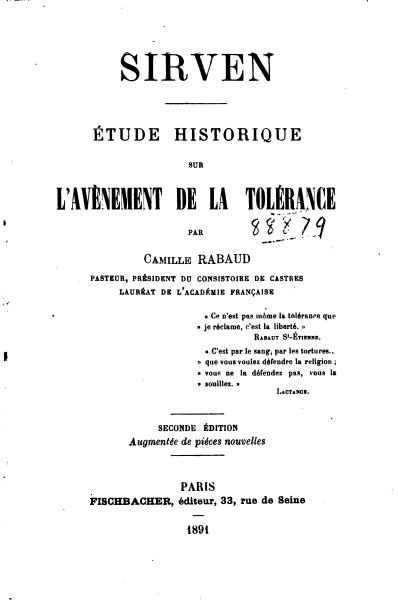
Sirven - Étude historique sur l'avènement de la tolérance, Paris : Fischbacher, 1891

- Histoire du Refuge protestant de vieillards et d'infirmes, Castres, F. Monsarrat, 1887.

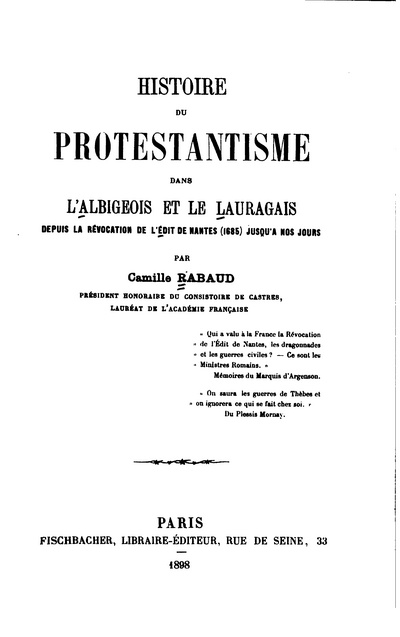
Histoire du protestantisme dans l'Albigeois et le Lauragais, depuis la révocation de l'édit de Nantes (1685) jusqu'à nos jours

- Lasource, député à la Législative et à la Convention (1763-1793), Bulletin historique et littéraire, SHPF, Paris 1889, et Fischbacher, 1889, en ligne
- « Un ministre chrétien sous la terreur; ou Bonifas-Laroque, pasteur à Castres et membre du tribunal révolutionnaire 14 septembre 1744 - 5 octobre 1811 », Bulletin historique et littéraire, Paris, 1889. en ligne et Paris: Fischbacher, 1889.
- Miettes historiques, Castres : Bonnet ; Mazamet : Carayol, 1890.
- « Une des dernières victimes de l'intolérance avant la révolution » - les Sirven en Suisse (1762-1772), Bulletin historique et littéraire, Paris, 1891. en ligne
- Sirven - Étude historique sur l'avènement de la tolérance, Paris : Fischbacher, 1891.
- Histoire des cimetières protestants de Castres, Castres : Verdeil et Monsarrat, 1892.
- « Jean-Louis de Ligonier, généralissime des armées anglaises (1680-1770) », Revue Chrétienne, 1893, en ligne réédition Dôle : Blind-Franck, 1893.
- La Révocation de l'édit de Nantes et les enfants : lettres d'un grand-père à ses petits-fils, Castres : Bonnet ; Mazamet : Carayol, 1894.
- Les Petits prophètes huguenots avant, pendant et après la guerre des camisards, 1686-1725, Dôle : L. Bernin, 1896; réédition Nîmes : Lacour-Ollé, 1994.
- « Les infortunes d'une mère sous la révocation de l'édit de Nantes » (1685-1723), Revue Chrétienne, 1897, en ligne, réédition Dôle: L. Bernin. 1897.
- « Notice historique sur l'Église réformée de Réalmont d'après les documents historiques », Revue historique, scientifique et littéraire du département du Tarn, Société des sciences, arts et belles-lettres du Tarn : Albi, 1, 22, p. 241-266, 1897. en ligne
- Histoire de l’édit de Tolérance de 1787, Revue historique, scientifique et littéraire du département du Tarn, Société des sciences, arts et belles-lettres du Tarn : Albi, p. 264-271, 1898. en ligne
- Histoire du protestantisme dans l'Albigeois et le Lauragais, depuis la révocation de l'édit de Nantes (1685) jusqu'à nos jours, Paris : Fischbacher, 1898. en ligne et Revue historique, scientifique et littéraire du département du Tarn, 1898. recension en ligne.
- Madame Bouyer, fondatrice et directrice de l'Asile Émilie, son œuvre et sa vie, 1902.
- « Un rapt de jeune fille en 1843 », Revue Chrétienne, 1902, première partie et deuxième partie.
- Pierre Durand et Marie Durand (1720-1768), Angoulème : Th. Voleau, 1905.
- Histoire de l'orphelinat de garçons protestants de Castres (7 décembre 1841-1er avril 1908), Castres : À l'orphelinat protestant, 1908.
- Les Assemblées du Désert sous les persécutions de Louis XIV et Louis XV : 1685-1787, Castres : M. Mauriez, 1912.
- Notice historique sur la chartreuse de Saïx et ses deux destructions (de sa fondation 1361 à nos jours), Paris : Fischbacher ; Castres : Mauriès ; Montbéliard : Imprimerie montbéliardaise, 1913.
- Paul Rabaut, apôtre du Désert, Paris : Fischbacher, 1920, en ligne et Foi et Vie, 1922, 10, 25, p. 535-540. recension en ligne

### Œuvres philosophiques et politiques

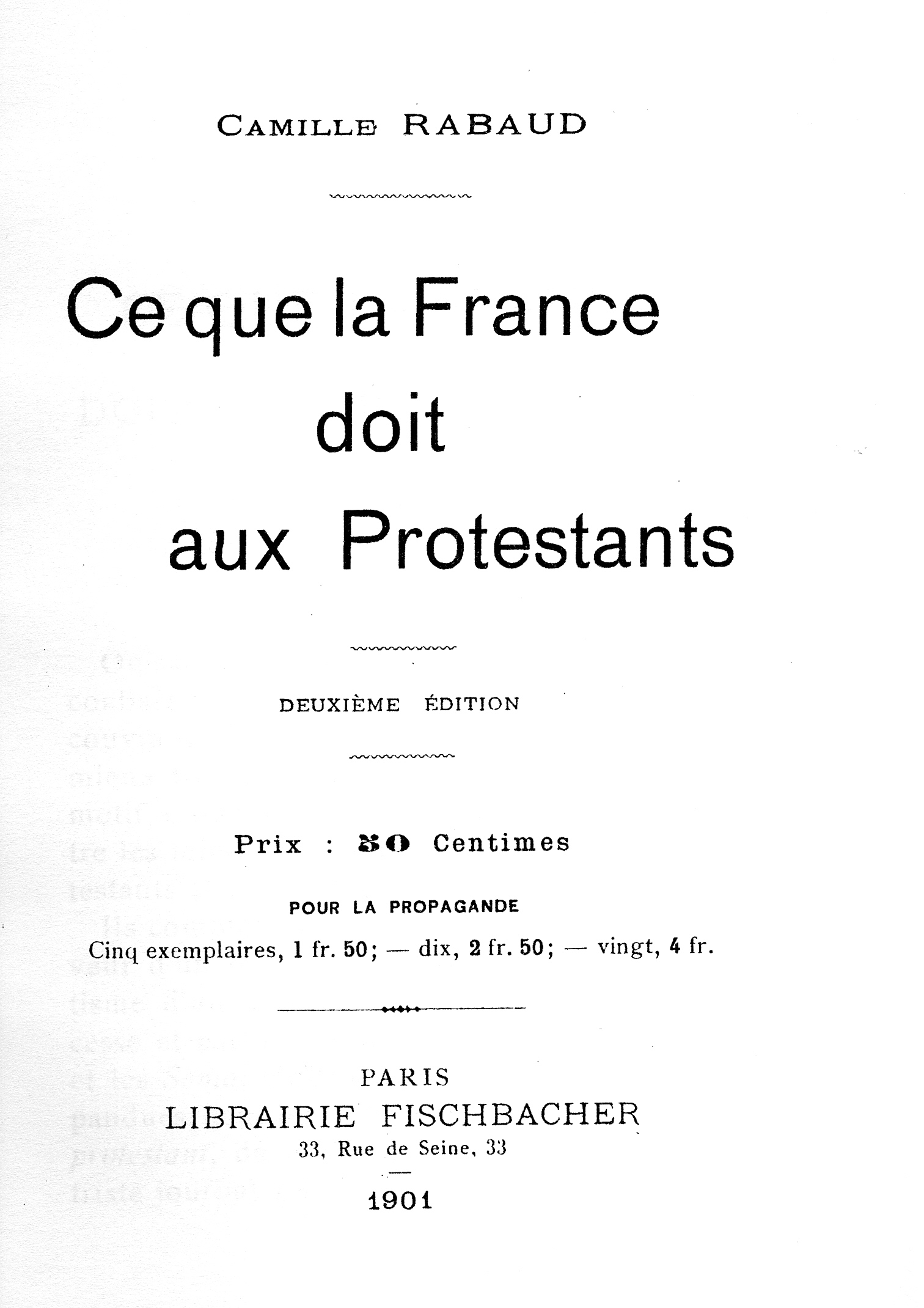
Ce que la France doit aux Protestants (1901)

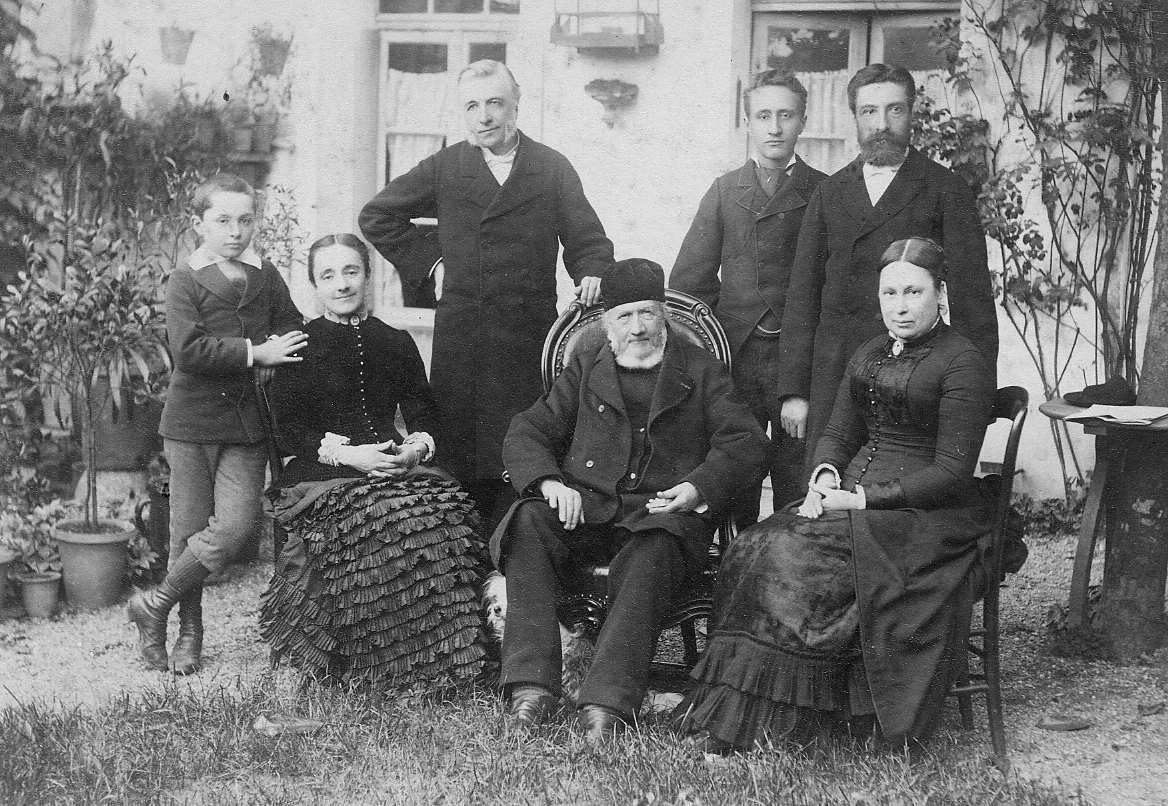
Les trois frères Rabaud, Camille, Jean Antoine et Édouard Rabaud

- Essai sur les rapports de la foi et de l'autorité. Thèse pour obtenir le grade de bachelier en théologie, Strasbourg : Berger-Levrault, 1851.
- Du progrès dans le Protestantisme, Paris : J. Cherbuliez, 1859.
- Études populaires sur l'Essence du Christianisme, Paris : Cherbuliez, 1859.
- Le travail, sa loi et ses fruits, Paris : E. Dentu, 1864. en ligne
- La Cité ouvrière de Mazamet, Appel à l'opinion sur les logements des pauvres, Paris : Cherbulliez, Mazamet : Nouguiès, 1866.
- avec Édouard Rabaud : Le Repos hebdomadaire, Genève : H.Georg, 1870 (lire en ligne).
- Cri d'un patriote chrétien - La condition du relèvement - Le secret de la victoire - Le vrai patriotisme, Castres : Huc et Bonnet, 1870. en ligne
- Les Explications d'un membre du synode général de 1872, Paris : Sandoz et Fischbacher, 1872.
- Les nécessités actuelles du parti républicain, Paris : Fischbacher, 1889.
- « La religion et l’état », Revue Chrétienne, 1890. article en ligne
- « La philanthropie de Voltaire », Revue Chrétienne, 1891. article en ligne
- Catéchisme de la première enfance et des illettrés, Paris : Fischbacher, 1891.
- Le Péril national, ou la Dépopulation croissante de la France. Le péril, les causes, les moyens, Paris : Fischbacher, 1891.
- L'ambassadeur de Christ. Consécration d'Armand Lambon, Albi : Nouguiès, 1892.
- « Le procès au cadavre et à la mémoire », Revue Chrétienne, 1892. article en ligne
- La campagne anti-française contre les minorités, Paris : Fischbacher, 1897.
- « Le problème basque », Revue Chrétienne  et Dôle : L. Bernin, 1897.
- « Portraits de femmes, Anne Askève », Journal de la jeune fille, organe des Unions chrétiennes de jeunes filles, 8, 1, p. 8-11, 1900.
- « Les pères, gloire des enfants », Journal de la jeune fille, 8, 10, p. 277-280, 1900. article en ligne
- « Portraits de femmes, Louise Shepler », Journal de la jeune fille, 9, 6, p. 125-128, 1901. article en ligne
- « Ce que la France doit aux protestants », Revue Chrétienne, 1901, article en ligne; réédition Paris : Fischbacher, 1901; réédition Nîmes : Lacour-Ollé, 1998.
- La Prétendue trahison de nos pères, Paris : Fischbacher, 1908.
- Phénomènes psychiques et superstitions populaires, Paris : Fischbacher, Castres: Bonnet, 1908. en ligne et Foi et Vie, 1911, 14, 19, 604. recension en ligne.
- La vieillesse ou l’art de vieillir et de vieillir heureux, Paris : Fischbacher, 1909, en ligne

## Documents
- Lettre adressée au comité d’organisation du quatrième congrès international des religions libérales tenu à Boston du 22 au 27 septembre 1907[5].

## Sources

### Sources imprimées

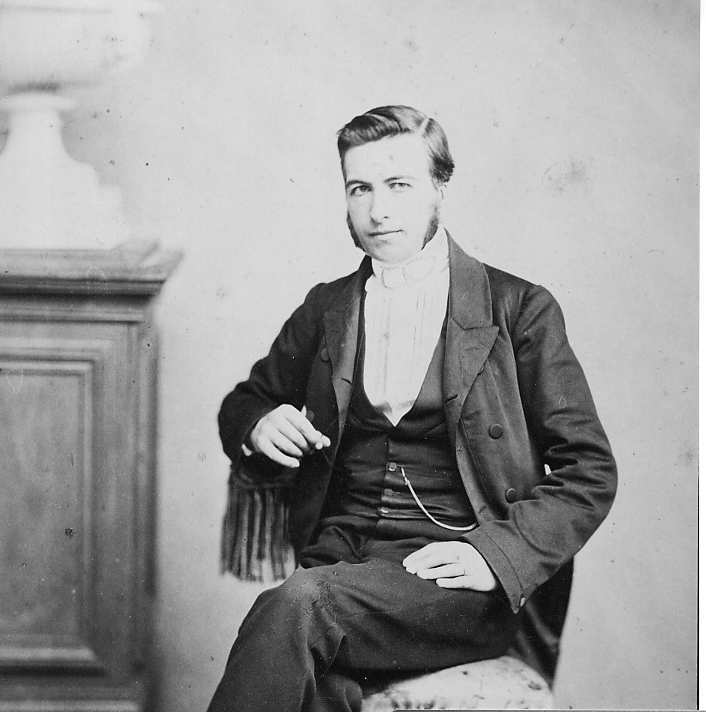
Camille Rabaud jeune

- Cabanel, P., 2004, Juifs et protestants en France, les affinités électives XVIe – XXIe siècle, Collection Les dieux dans la cité, Paris, Fayard.
- Greslé-Bouignol, M., éd., 1996, Les Tarnais : dictionnaire biographique, Albi, Fédération des Sociétés Intellectuelles du Tarn (FSIT).
- Héral, O., 2010, Un texte inédit du pasteur Jean Jacques Camille Léonce Rabaud (1827-1921), Protestants Tarnais, Revue du Tarn, 219, 489-503.
- Héral, O., 2011,  Camille Rabaud, in J. Escande et al., Une rue, un personnage, une mémoire protestante, Castres : La Badine.
- Héral, O., 2014, Le pasteur Camille Rabaud (1827 -1921) dans la Grande Guerre : ses souvenirs d'août 1914 à novembre 1918 et son dernier sermon au temple de Castres, Revue du Tarn, 235, 451-464.
- Mayeur, J.M., Laplanche, F., Hilaire, Y.M., 1996, Dictionnaire du monde religieux dans la France contemporaine, volume 9 : Les sciences religieuses de 1800 à 1914, Paris, Éditions Beauchesne.
- Meynard, H., 1981, «Le pasteur Camille Rabaud». notice nécrologique en ligne.

### Récits autobiographiques et textes inédits
- Rabaud, C., 1918, Souvenirs : de la naissance aux noces de diamant, 24 janvier 1827 - 24 octobre 1913, avec addendum pour la période allant jusqu'au 25 octobre 1918, Montredon-Labessonnié, manuscrits non publiés.
- Rabaud, C. mémoires inédites
  - Première période : L’enfance à Montredon-Labessonnié - Le collège de Castres - Les études de théologie à Genève et Strasbourg - Voyage en Allemagne
  - Deuxième période - première partie : les années pastorales (1) : Bédarieux - Mazamet - Carcassonne .
  - Deuxième période: deuxième partie : les années pastorales (2) : Castres. .
  - Troisième période ; La retraite : première partie : Noces d’or – Noces de diamant - Nos deux églises réunies.
  - Troisième période ; La retraite : deuxième partie : la Grande Guerre.
  - Complément : Jean Antoine Rabaud, pasteur. .
- Broutilles II : articles de presse publiés par Camille Rabaud (1891-1899) .
- Broutilles IV : articles de presse publiés par Camille Rabaud de (1909-1918) .